# Donauwörth

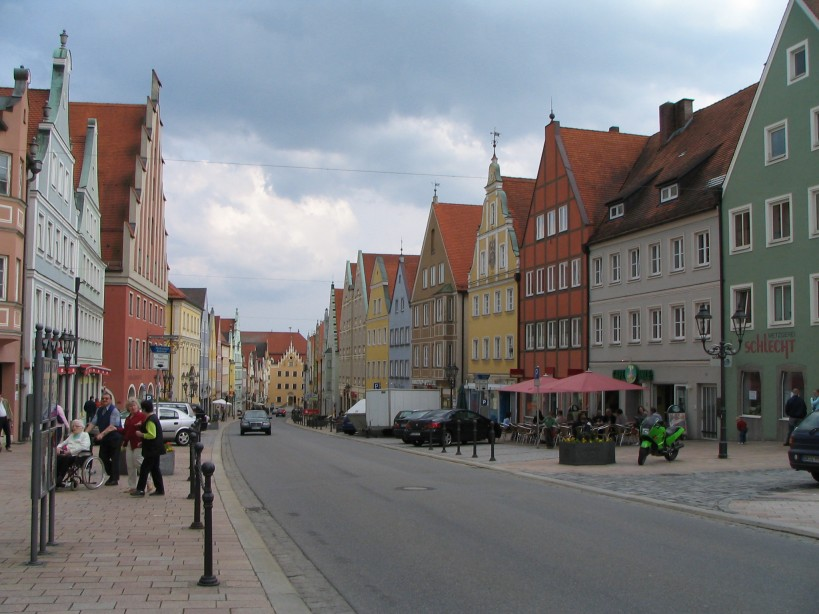
Ulica Reichsstrasse

Donauwörth – miasto powiatowe w Niemczech, w kraju związkowym Bawaria, w rejencji Szwabia, w regionie Augsburg, siedziba powiatu Donau-Ries, nad ujściem Wörnitz do Dunaju, przy drodze B16, B2, B25 i liniach kolejowych Norymberga – Augsburg; Ulm – Ingolstadt; Donauwörth – Aalen ze stacją kolejową.
Najbliżej położone duże miasta: Monachium ok. 150 km na wschód, Norymberga – ok. 150 km na północny wschód i Stuttgart – ok. 100 km na północny zachód. Nie zostało zburzone podczas II wojny światowej. Donauwörth leży niedaleko od granicy bawarsko-wirtemberskiej.

## Podział administracyjny
Części miasta:
Donauwörth, Auchsesheim, Berg, Felsheim, Nordheim, Parkstadt, Riedlingen, Schäfstall, Wörnitzstein, Zirgesheim i Zusum.

## Historia
O mieście Donauwörth zrobiło się głośno w roku 1607. Miasto to należało do miast Rzeszy, w których gwarantem tolerancji religijnej był sam cesarz (ponadto w miastach Rzeszy nie obowiązywała zasada cuius regio, eius religio). Zdecydowana większość mieszkańców była wyznania luterańskiego i rada miasta prowadziła wrogą politykę wobec mniejszości katolickiej. W święto Bożego Ciała protestanci napadli na katolików biorących udział w procesji związanej z tym świętem, zniszczyli monstrancję, podarli sztandary. Cesarz Rudolf II nakazał władcy Bawarii – Maksymilianowi Wittelsbachowi zająć się sprawą, ale jego komisarze zostali przepędzeni z Donauwörth. W wyniku tego zdarzenia Rudolf II wydał na miasto dekret o banicji (1607), a wykonawcą tego dekretu został Maksymilian. Miasto zostało zdobyte i podporządkowane katolickiemu władcy Bawarii. Zostali tam wprowadzeni jezuici, którzy w ciągu 20 lat spowodowali rekatolizację miasteczka. Sprawa tego miasta miała wielkie znaczenie, to właśnie po tych wydarzeniach powstała Unia Protestancka – jedna ze stron w nadchodzącej wojnie trzydziestoletniej.

## Gospodarka
Od roku 1992 w mieście swoją siedzibę mają zakłady lotnicze Airbus Helicopters (część koncernu Airbus Group). Tu zostały wyprodukowane śmigłowce EC135 dla polskiego Lotniczego Pogotowia Ratunkowego. Ponadto w mieście rozwinął się przemysł poligraficzny, spożywczy oraz zabawkarski.

## Polityka
Prezydentem miasta jest Armin Neudert z CSU, rada miasta składa się z 24 osób.
|      | CSU | SPD | PWG-FW | Zieloni | JP | Bürger für Donauwörth | Die Jugendalternative | EB | Razem |
| 2008 | 9   | 5   | 2      | 2       | 2  | 1                     | 1                     | 2  | 24    |
| 2002 | 10  | 5   | 3      | 1       | 2  | 1                     | 1                     | 1  | 24    |

### Współpraca
Miejscowość partnerska:
- Austria: Perchtoldsdorf

## Osoby urodzone w Donauwörth
- Margareta Ebner, mistyczka
- Werner Egk, kompozytor
- Sebastian Franck, geograf
- Franz Hartmann, teozof
- Carolin Hingst, lekkoatletka
- Werner Schnitzer(inne języki), aktor